# Riho Abiru
Riho Abiru (阿比留李帆, Abiru Riho), née le 17 juillet 1993 dans la préfecture d'Aichi, au Japon, est une chanteuse, idole japonaise du groupe de J-pop SKE48.